# SMS transakcyjny
SMS transakcyjny – SMS weryfikujący operację lub potwierdzający jej przeprowadzenie. SMS-y transakcyjne to indywidualne wiadomości, przeznaczone wyłącznie dla właściciela danego telefonu komórkowego. Weryfikacją transakcji jest często unikatowy kod, który wpisuje się do systemu. SMS transakcyjny wysyłany jest w celu bezpiecznego przeprowadzenia operacji. SMS-y transakcyjne często wykorzystywane są m.in. w bankowości elektronicznej czy w serwisach internetowych.